# Robert Schlögl
Robert Schlögl (* 23. Februar 1954 in München) ist ein deutscher Chemiker. Er war Direktor und Wissenschaftliches Mitglied am Fritz-Haber-Institut der Max-Planck-Gesellschaft in Berlin und am Max-Planck-Institut für Chemische Energiekonversion in Mülheim an der Ruhr. Seit März 2022 ist Schlögl an den Max-Planck-Instituten im Ruhestand.

## Leben und Werk
Schlögl studierte Chemie an der Universität München, wo er im Jahr 1982 promovierte. Nach Postdoc-Aufenthalten in Cambridge, Basel und am Fritz-Haber-Institut der Max-Planck-Gesellschaft bei Gerhard Ertl folgte 1989 die Habilitation im Fach Chemie an der TU Berlin. Es folgte ein Ruf an die Universität Frankfurt als Professor für Anorganische Chemie. Schlögl kehrte dann nach Berlin zurück, er war von 1994 bis 2022 Direktor und Wissenschaftliches Mitglied am Fritz-Haber-Institut der Max-Planck-Gesellschaft. 2011 wurde er zusätzlich Gründungsdirektor am Max-Planck-Institut für Chemische Energiekonversion.
Schlögl ist Katalyseforscher, der entscheidende Beiträge zur Aufklärung der strukturellen Dynamik und Funktionsweise heterogener Katalysatoren auf Basis anorganischer Festkörper lieferte. Der Schwerpunkt der Arbeiten liegt auf der Erforschung polykristalliner Kupfer-, Molybdän- und Vanadiumoxide für selektive Oxidationen.

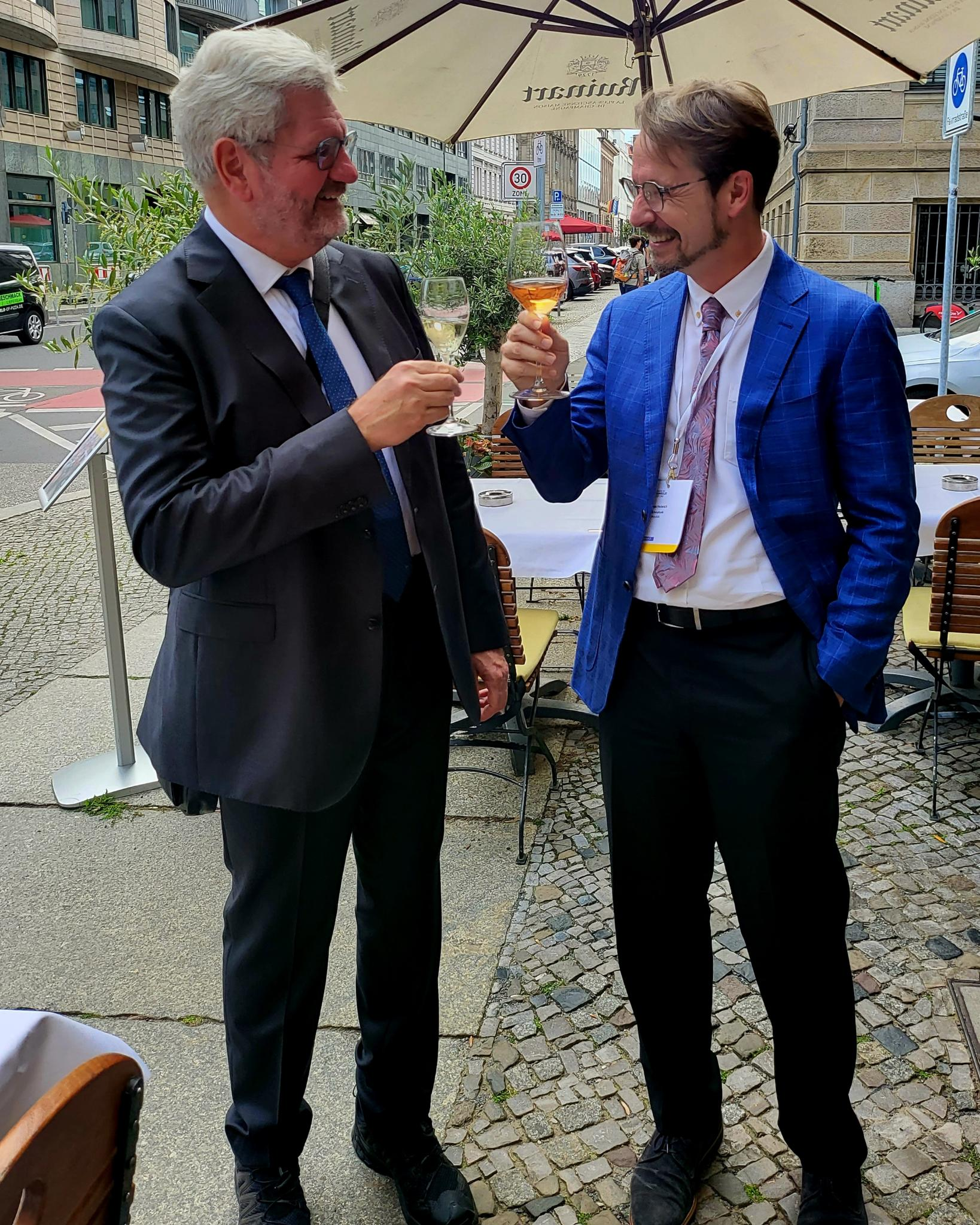
Robert Schlögl (links) und Andreas J. Heinrich (rechts) bei der Verleihung des Humboldt-Preises 2023 in Deutschland.

Schlögl erhielt zahlreiche Preise und Auszeichnungen. So wurde er mit dem Otto-Bayer-Preis und dem Schunk-Preis für innovative Materialien ausgezeichnet. 2015 erhielt er den Alwin-Mittasch-Preis, 2017 den Ruhrpreis für Kunst und Wissenschaft. Für 2019 wurde Schlögl der Eduard-Rhein-Preis zugesprochen, für 2024 die DECHEMA-Medaille. Weiterhin ist er Mitglied der Berlin-Brandenburgischen Akademie der Wissenschaften und Honorarprofessor an der TU Berlin und HU Berlin. Schlögl ist seit 2011 Mitglied der Leopoldina, Mitglied der Deutschen Akademie der Technikwissenschaften (Acatech) und seit 2021 Mitglied der Academia Europaea. Seit 2020 ist er Vizepräsident der Nationalen Akademie der Wissenschaften Leopoldina. Von 2020 bis 2021 war er stellvertretender Vorsitzender des Nationalen Wasserstoffrates. Seit 1. Januar 2023 ist er Präsident der Alexander von Humboldt-Stiftung. 2020 erhielt er von der TU Darmstadt den Ehrendoktortitel.

## Veröffentlichungen (Auswahl)
- als Herausgeber mit Jürgen Renn und Hans-Peter Zenner: Herausforderung Energie : ausgewählte Vorträge der 126. Versammlung der Gesellschaft Deutscher Naturforscher und Ärzte e.V., Berlin : Ed. Open Access 2011, ISBN 978-3-8442-0500-8 (epubli).
- (Hrsg.): Chemical energy storage. De Gruyter, Berlin / Boston, Mass., 2013, ISBN 978-3-11-026407-4.